# Salvatore Di Dio
Salvatore Di Dio (* 12. März 1972) ist ein deutscher Langstreckenläufer italienischer Herkunft.
1992 wurde er Vierter beim Essener Marathon Rund um den Baldeneysee, den er im Jahr darauf gewann. 1994 kam er bei der Deutschen Meisterschaft im Halbmarathon als Erster ins Ziel, wurde aber lediglich Juniorenmeister, da er nicht für die Hauptkategorie gemeldet war. 1995, 1996, 1999 und 2002 wurde er Zweiter bei Rund um den Baldeneysee. 2002 gewann er den Rhein-Ruhr-Marathon, 2004 siegte er zum zweiten Mal bei Rund um den Baldeneysee.
Salvatore Di Dio startet für den LKD Düsseldorf.

## Persönliche Bestzeiten
- 3000 Meter: 8:31,07 min, 24. Januar 1998, Dortmund
- 5000 Meter: 14:41,5 min, 1. Mai 1994, Dülken
- 10.000 Meter: 30:04,41 min, 26. April 1997, Köln
- 10 Kilometer: 30:37 min, 2. Januar 2000, Ratingen
- 15 Kilometer: 50:46 min, 21. September 1991, Offenbach
- 10 Meilen: 57:53 min, 10. Juni 2012, Köln
- Halbmarathon: 1:04:06 h, 10. April 1994, Melle (aktueller deutscher U23-Rekord)
- 25 Kilometer: 1:21:29 h, 15. März 1992, Unna
- Marathon: 2:17:27 h, 24. Oktober 1993, Essen

## Erfolge
- 1992:

- Westdeutscher Juniorenmeister Marathon (2:23:01 h)

- Westdeutscher Juniorenmeister 25 Kilometer in Unna (1:21:29 h)
- 1993:

- Deutscher Juniorenmeister Halbmarathon in Chemnitz (1:08:40 h)

- Deutscher Juniorenmeister Marathon in Hannover (2:24:05 h)

- Westdeutscher Juniorenmeister Halbmarathon (1:06:39 h)

- Westdeutscher Juniorenmeister Marathon (2:17:27 h)
- 1994:

- Deutscher Juniorenmeister Halbmarathon in Melle (1:04:06 h)

- Deutscher Vizejuniorenmeister Crosslauf in Burgshaslach (7300 Meter, 24:10 min)

- Deutscher Vizejuniorenmeister Berglauf in Freiburg (8000 Meter, 46:43 min)

- 2. Platz Länderkampf Halbmarathon U23 Deutschland-Russland in Schortens (1:04:51 h)
- 1996:

- Westdeutscher Meister Halbmarathon (1:07:59 h)
| Personendaten    | Personendaten                |
| ---------------- | ---------------------------- |
| NAME             | Di Dio, Salvatore            |
| KURZBESCHREIBUNG | deutscher Langstreckenläufer |
| GEBURTSDATUM     | 12. März 1972                |